# Il senso dell'elefante
Il senso dell'elefante è un romanzo di Marco Missiroli del 2012.

## Trama
Ambientato tra Rimini e Milano, nell'arco di tempo che coincide con la vita del protagonista, Pietro. Pietro è un vecchio padre, che, come fanno gli elefanti, si preoccupa anche dei figli non suoi, di tutti i figli. Egli è un ex prete, prete senza Dio, poiché lo era divenuto non per vocazione ma perché non aveva avuto altre possibilità. Si alternano nel romanzo due storie: quella dell'amore tra lui e la "strega" Celeste nella giovane Rimini, e quella del suo amore per il figlio e per i suoi amici, nella vecchia Milano. Inizialmente il racconto può sembrare confuso e misterioso, ma come per una matassa prima o poi si arriva al bandolo, così si chiarisce ogni particolare. Missiroli usa molto dialoghi brevi e concisi, si prende la libertà talvolta di trascriverli senza segni di punteggiatura, e soprattutto descrive i minimi particolari della vita quotidiana che è, in fondo, quella di ognuno di noi.
Uscito a febbraio 2012 per Guanda, il romanzo ha vinto il Premio Selezione Campiello Giuria dei Letterati, il premio Vigevano-Lucio Mastronardi e il Premio Bergamo. È stato tradotto in Francia, Germania, Spagna, Inghilterra, Stati Uniti, Svezia .